# تاجر بالفهرس
تاجر بالفهرس (بالإنجليزية: Catalog Merchants) هو نوع من أنواع البيع بالتجزئة. حيث يقوم التاجر النموذجي ببيع كمية منوعة وكبيرة من المنتجات المنزلية والشخصية على نطاق جغرافي واسع. على العكس من محلات التجزئة التقليدية، فإن أغلب المنتجات في عملية التجارة بالفهرس غير معروضة، وعلى العميل أن يختارالمنتجات التي يرغب باقتنائها باختيارها من فهارس مطبوعة موجودة في نقاط البيع أو من خلال مندوبين منزليين أو من خلال مواقع متخصصة على الإنترنت أو حتى طلبها بالهاتف، بحيث يملأ العميل نموذج الطلب ويسلمه للبائع أو يقوم بطلبه حسب رقم المنتج أو أي مرجع آخر له، ثم يقوم البائع بجلب البضاعة من المخازن إلى نقاط البيع أو يوصلها إلى منزل المشتري مباشرة. لدى تجار الفهرس مخازن كبيرة لتخزين البضائع، ومراكز مكالمات لاستقبال الطلبات الهاتفية، وخدمة فائقة الجودة لإرضاء العميل. وقد تعاقد الكثير من تجار الفهرس مع شركات الشحن والتوصيل لشحن البضائع وإيصالها إلى عملائهم.

## الهدف
يهدف تجار الفهرس عادةً إلى تقديم سلع بكميات كبيرة جدا وبأسعار أقل من تجار التجزئة التقليديين بأقل تكاليف بيع، ويعود ذلك إلى صغر نقاط البيع –إن وجدت – وعدم الحاجة إلى معارض كبيرة، وبالتالي إلى زيادة عدد العملاء.

## التجارة بالفهرس والانترنت
لاحظ التجار بالفهرس الصعود السريع للإنترنت والفرص الكبيرة المتزامنة مع هذا الصعود، فانتقلوا إلى قطاع الانترنت لانتهازها.
تعتبر التجارة بالفهرس من أكثر قطاعات البيع بالتجزئة نموا عبر الإنترنت.، نظرا لوجود المخازن وخدمات التوصيل والطلب مسبقاً، والتي لديها من الخبرة والكفاءة التي تدعم دخولها إلى عالم الإنترنت والاستفادة من المزايا المتوافرة، كالوصول إلى شريحة أكبر من الجمهور المستهدف.
التحديات التي تواجه التجارة بالفهرس عند الدخول إلى عالم الإنترنت:
- الاستفادة من الأصول والكفاءات الموجودة في البيئة التكنولوجية الجديدة.
- وجود موقع ذا مصداقية عالية على شبكة الإنترنت.
- توظيف وتدريب طاقم جديد من الموظفين.

## إيجابيات وسلبيات التجارة بالفهرس
لتجارة البيانات المصورة العديد من الإيجابيات:
- الإيجابيات بالنسبة للعميل:
  - إمكانية عرض قدر كبير من المنتجات وتصفحها من قبل العميل وهو في منزله.
  - تعتبر طريقة آمنة للشراء توفر على العميل مصاريف النقل والمواقف، وخاصة في أوقات الذروة.
- الإيجابيات بالنسبة للتاجر:
  - عرض قدر كبير من المنتجات دون الحاجة إلى معارض ومحلات لعرض البضاعة. وحتى لو توفرت المحلات، فلن يمكن من خلالها عرض ذلك الكم الهائل من المنتجات.
  - كسب ثقة الكثير من العملاء بسبب انخفاض الأسعار وسهولة التصفح.

أما سلبيات ومصاعب التجارة بالفهرس فهي:
- حيازة مخازن كبيرة مهيأة لتخزين بضائع كثيرة، وهذا يتطلب الكثير من الأموال.
- الالتزام بثبات سعر المنتج الذي اختاره العميل والالتزام بتوصيله في الوقت المحدد.
- توفير الخدمة على مدار اليوم وعلى مدار السنة لكسب ثقة العملاء.
- المنافسة الشديدة في خفض الأسعار أو تقديم منتج مميز أعطاهم ميزة تنافسية.
- الضغوطات الكبيرة لتقليل أسعار الشحن والتوصيل لعدم خسارة العملاء.

## شركات رائدة في هذا المجال
- L.L.Beans- United States
- Argosy
- - United Kingdom